# Grandrieu
Grandrieu este o comună în departamentul Lozère din sudul Franței. În 2009 avea o populație de 762 de locuitori.

## Evoluția populației
| An        | 1975 | 1982 | 1990 | 1999 | 2006 | 2009 |
| --------- | ---- | ---- | ---- | ---- | ---- | ---- |
| Populație | 963  | 876  | 844  | 773  | 764  | 762  |